# Monapia guenoana
Monapia guenoana är en spindelart som beskrevs av Ramírez 1999. Monapia guenoana ingår i släktet Monapia och familjen spökspindlar. Inga underarter finns listade i Catalogue of Life.